# Livia (Schiff)
Die Livia ist eine Ro-Pax-Fähre der neuseeländischen Reederei Bluebridge Cook Strait Ferries.

## Geschichte
Das Schiff wurde unter der Baunummer 220 auf der Werft Cantiere Navale Visentini in Porto Viro gebaut. Es ist ein Schiff des Typs NAOS P270 der in verschiedenen Ausführungen gebauten Visentini-Klasse. Die Kiellegung des Schiffes erfolgte am 4. Dezember 2006, die Fertigstellung am 1. September 2008.
Das Schiff wurde zunächst von LD Lines als Norman Voyager zwischen Le Havre und Portsmouth sowie Le Havre und Rosslare eingesetzt. Von September 2009 bis Oktober 2011 fuhr das Schiff in Charter für Celtic Link Ferries, die es zwischen Cherbourg und Portsmouth sowie Cherbourg und Rosslare einsetzte. Anschließend fuhr das Schiff wieder für LD Lines. Im April 2012 wurde es an Stena RoRo Navigation verkauft. Ab März 2014 fuhr das Schiff als Etretat in Charter von Brittany Ferries auf den Strecken zwischen Portsmouth und Le Havre sowie Portsmouth und Santander. Der Chartervertrag endete im April 2021.
Im April 2021 wurde das Schiff in Stena Livia umbenannt und nach Zypern umgeflaggt. Ab Mitte April 2021 wurde es von Stena Line auf der Route Nynäshamn–Ventspils eingesetzt, wo es sein Schwesterschiff Scottish Viking nach Auslaufen des Chartervertrags ersetzte. Im Sommer 2021 wurde es durch die Stena Scandica ersetzt und auf die Route Travemünde–Liepāja verlegt. Im Februar 2023 wurde das Schiff unter die Flagge Dänemarks gebracht.
2025 wurde das Schiff nach Neuseeland verkauft. Das in Livia umbenannte und unter die Flagge der Bahamas gebrachte Schiff soll von Bluebridge Cook Strait Ferries im Fährverkehr über die Cookstraße eingesetzt werden und die ebenfalls zur Visentini-Klasse gehörenden Strait Feronia ersetzen.

## Technische Daten und Ausstattung
Der Antrieb des Schiffes erfolgt durch zwei Viertakt-Neunzylinder-Dieselmotoren des Herstellers MAN Diesel (Typ: 9L48/60B) mit jeweils 10.800 kW Leistung, die über Getriebe auf zwei Verstellpropeller wirken. Das Schiff erreicht eine Geschwindigkeit von 23,5 kn. Das Schiff ist mit zwei Bugstrahlrudern ausgestattet.
Für die Stromerzeugung stehen drei Dieselgeneratoren mit jeweils 1.901 kW Leistung (2.376 kVA Scheinleistung) sowie ein Notgenerator mit 401 kW Leistung (501 kVA Scheinleistung) zur Verfügung.
Das Schiff verfügt über 103 Passagierkabinen. Zusätzlich stehen fünf Kinderbetten zur Verfügung, die bei Bedarf in den Kabinen genutzt werden können. Neben den Kabinen stehen Ruhesessel für die Passagiere zur Verfügung. Die Passagierkabinen befinden sich auf Deck 6, die Ruhesessel ebenso wie die behindertengerechten Kabinen auf Deck 5. Hier befinden sich auch die sonstigen Einrichtungen für Passagiere, darunter Restaurant, Bar, Kino und Shop.
Brittany Ferries betrieb das Schiff mit einer Kapazität von 375 Passagieren. An Bord standen auf der Strecke nach Le Havre 51 Ruhesessel und auf der Strecke nach Santander 20 Ruhesessel zur Verfügung. Stena Line gibt die Passagierkapazität der Fähre mit 880 Personen an.
Auf den Ro-Ro-Decks finden 200 Pkw oder 95 Lkw Platz. Das Schiff verfügt über fünf Ro-Ro-Decks, die über Rampen miteinander verbunden sind. Die Ro-Ro-Decks können über eine Heckrampe (Deck 3) sowie eine landseitig nutzbare Rampe (Deck 4) be- und entladen werden. Das Ro-Ro-Deck auf Deck 5 ist ein offenes Deck hinter den Decksaufbauten.